# Institut d'Estadística de Catalunya

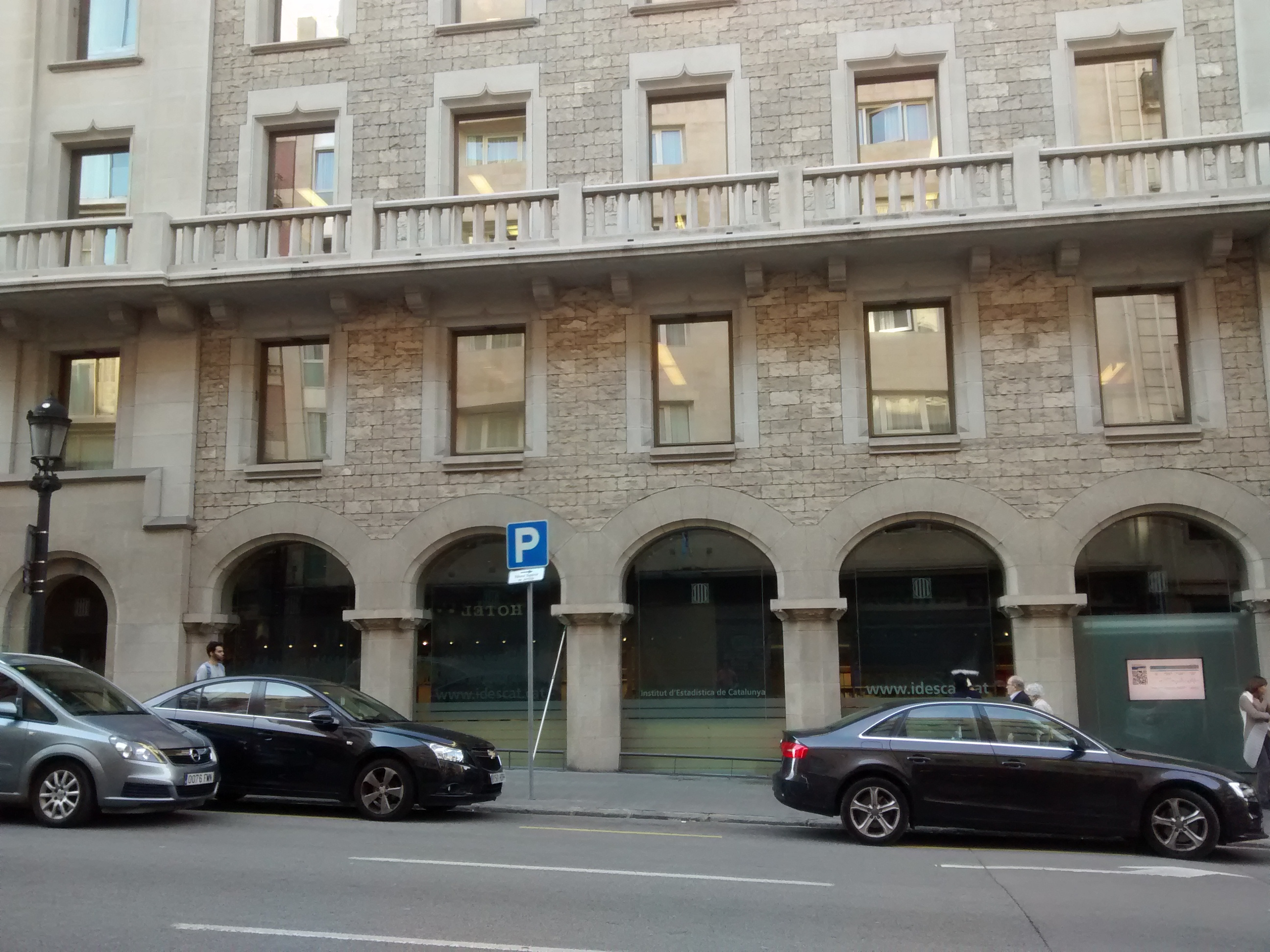
Institut d'Estadística de Catalunya

L'Istituto di Statistica della Catalogna (Idescat) (in catalano: Institut d'Estadística de Catalunya) è l'organismo ufficiale di statistica della Catalogna costituito nell'anno 1989. Attualmente, dipende dal Departament de la Vicepresidència i d'Economia i Hisenda della Generalitat de Catalunya.
I suoi uffici sono situati in Via Laietana, a Barcellona.

## Missione
La missione di questo organismo è fornire informazione statistica rilevante e di alta qualità e coordinare il Sistema estadístic de Catalunya (SEC), con l'obiettivo di facilitare i processi decisionali, la ricerca e il miglioramento delle politiche pubbliche.